# Paisievo, Silistra
Paisievo (în bulgară Паисиево, în română Doccelar) este un sat în comuna Dulovo, regiunea Silistra, Dobrogea de Sud, Bulgaria. Între anii 1913-1940 a făcut parte din plasa Accadânlar a județului Durostor, România.

## Demografie
Componența etnică a satului Paisievo
     Turci (89,12%)
     Bulgari (4,79%)
     Nicio identificare (5,73%)
     Altele (0,35%)
La recensământul din 2011, populația satului Paisievo era de 855 locuitori. Din punct de vedere etnic, majoritatea locuitorilor (89,12%) erau turci, cu o minoritate de bulgari (4,79%). Pentru 5,73% din locuitori nu este cunoscută apartenența etnică.

### Recensământul românesc din 1930
Componența etnică a comunei Doccelar (județul Durostor)
     Români (12,44%)
     Turci (86,94%)
     Altă etnie (0,62%)
Componența confesională a comunei Doccelar
     Ortodocși (12,44%)
     Musulmani (87,4%)
     Greco-catolici (0,16%)
Conform recensământului efectuat în 1930, populația comunei Doccelar se ridica la 651 locuitori. Majoritatea locuitorilor erau turci (86,94%), cu o minoritate de români (12,44%). Alte persoane s-au declarat: romi (3 persoane) și armeni (1 persoană). Din punct de vedere confesional, majoritatea locuitorilor erau musulmani (87,40%), dar existau și ortodocși (12,44%) și greco-catolici (0,16%).